# Petawawa River
Petawawa River är ett vattendrag i Kanada.   Det ligger i provinsen Ontario, i den sydöstra delen av landet, 130 km väster om huvudstaden Ottawa.
Runt Petawawa River är det ganska glesbefolkat, med 43 invånare per kvadratkilometer.